# Шульмеж
Шульмеж (пол. Szulmierz) — село в Польщі, у гміні Реґімін Цехановського повіту Мазовецького воєводства.
Населення — 437 осіб (2011).
У 1975-1998 роках село належало до Цехановського воєводства.

## Демографія
Демографічна структура станом на 31 березня 2011 року:
|          | Загалом | Допрацездатний вік | Працездатний вік | Постпрацездатний вік |
| -------- | ------- | ------------------ | ---------------- | -------------------- |
| Чоловіки | 215     | 52                 | 145              | 18                   |
| Жінки    | 222     | 50                 | 129              | 43                   |
| Разом    | 437     | 102                | 274              | 61                   |